# 10222 Klotz
10222 Klotz è un asteroide della fascia principale. Scoperto nel 1997, presenta un'orbita caratterizzata da un semiasse maggiore pari a 2,7713596 UA e da un'eccentricità di 0,1061141, inclinata di 7,96054° rispetto all'eclittica.
L'asteroide è dedicato all'astronomo francese Alain Klotz.